# 俄羅斯國家石油管道運輸公司
俄羅斯國家石油管道運輸公司（俄语：Транснефть）是一家俄罗斯国有控股的石油管道公司，总部位于莫斯科。

## 概述
该公司是苏联石油工业部下属石油运输和供应总局（Главтранснефть）的受让人。1992年，根据俄罗斯联邦总统令第1403号设立Transneft和Transneft成品油两家公司。公司于1993年8月26日在莫斯科注册。
2007年，普京签署法令，将Transneft成品油公司并入Transneft公司。
2016年，公司买下莫斯科国际商业中心的進化塔用作总部。
截至2016年，公司运营着72,000公里的干线管道、500余个输油泵站和总容量达到2400万立方米储油库，其中原油管道达54,000公里，成品油管道达17,000公里。
截至2018年，该公司运营着全球最长的原油管道和第二长的成品油管道。
因2022年俄羅斯入侵烏克蘭，公司总裁尼古拉·托卡列夫被美国列入制裁名单。
2025年7月4日，俄罗斯石油管道运输公司负责数字化业务的副总裁安德烈·巴达洛夫（Andrei Badalov）在俄罗斯首都莫斯科鲁布廖夫卡别墅区的一所房子从窗口坠亡，时年62岁；调查人员初步判定的死因是自杀。

## 部分管道列举
- 东西伯利亚-太平洋石油管道 （ESPO）[10][15]
- 波罗的海石油管道系统（英语：Baltic Pipeline System） （BPS） [16]
- 波罗的海石油管道系统二期（英语：Baltic_Pipeline_System-II） （BPS-2）[10][17]
- 库云巴－泰舍特石油管道 （Kuyumba-Taishet） [10][18]
- 扎波利亚尔诺耶-普尔佩-萨莫特洛尔石油管道（俄语：Заполярье — Пурпе — Самотлор） [19]
- 斯科沃罗季诺－漠河石油管道 [10][20]
- 德鲁日巴输油管道 [21]
- CPC裏海石油管線（多方投资，非独有）